# Adam Raciborski
Adam Raciborski (ur. 24 grudnia 1809 w Radomiu, zm. 14 lutego 1871 w Paryżu) – polski lekarz, autor podręczników medycznych, powstaniec listopadowy.

## Życiorys
Studiował medycynę w Warszawie. W 1831 roku uczestniczył w powstaniu listopadowym pełniąc obowiązki lekarza w 4. pułku Wojska Polskiego. Odznaczony Złotym Krzyżem Virtuti Militari. Po jego upadku w 1832 roku udał się na przymusową emigrację do Francji, do Besançon, gdzie zjednał sobie wielką sławę leczeniem grasującej tam wówczas w tym kraju cholery. W 1834 otrzymał w Paryżu stopień doktora, w 1838 otrzymał posadę przełożonego kliniki w szpitalu Charité, a następnie profesora w akademii medycznej; między lekarzami paryskimi używał wysokiej powagi i uznania, był współzałożycielem Towarzystwa Lekarzy Polskich w Paryżu.
W latach 1860–1871 był członkiem honorowym Poznańskiego Towarzystwa Przyjaciół Nauk . Współzałożyciel i pierwszy sekretarz Towarzystwa Paryskiego Lekarzy Polskich. Odznaczony Legią Honorową. Zmarł w Paryżu wycieńczony głodem w czasie oblężenia przez wojska pruskie, pochowany na cmentarzu Montparnasse.

## Dzieła
W języku polskim wydał O styczności medycyny z innemi naukami, sztukami pięknemi i literaturą (Paryż, 1858) . Wiele jego rozpraw i dzieł uwieńczonych było nagrodami.  Z tych prac jego ważniejsze są:
- Essai sur le danger de la constipation et les tumeurs storcorales (1834),
- Nouveau manuel compiet d'auscultation et de percussion (pol. Nowy podręcznik osłuchiwania i opukiwania)[4] (1835)[1];
- Du la puberte et de l'âge critique chez les femmes (1844).